# Нивис (тауншип, Миннесота)
Нивис (англ. Nevis) — тауншип в округе Хаббард, Миннесота, США. На 2000 год его население составило 875 человек.

## География
По данным Бюро переписи населения США площадь тауншипа составляет 86,7 км², из которых 71,9 км² занимает суша, а 14,8 км² — вода (17,08 %).

## Демография
По данным переписи населения 2000 года здесь находились 875 человек, 368 домохозяйств и 277 семей. Плотность населения — 12,2 чел./км². На территории тауншипа расположено 828 построек со средней плотностью 11,5 построек на один квадратный километр. Расовый состав населения: 97,60 % белых, 0,57 % афроамериканцев, 0,46 % коренных американцев, 0,23 % азиатов, 0,69 % — других рас США и 0,46 % приходится на две или более других рас. Испанцы или латиноамериканцы любой расы составляли 0,91 % от популяции тауншипа.
Из 368 домохозяйств в 23,4 % воспитывались дети до 18 лет, в 66,3 % проживали супружеские пары, в 3,5 % проживали незамужние женщины и в 24,7 % домохозяйств проживали несемейные люди. 22,6 % домохозяйств состояли из одного человека, при том 13,9 % из — одиноких пожилых людей старше 65 лет. Средний размер домохозяйства — 2,36, а семьи — 2,69 человека.
20,5 % населения — младше 18 лет, 5,5 % — в возрасте от 18 до 24 лет, 19,8 % — от 25 до 44, 33,8 % — от 45 до 64, и 20,5 % — старше 65 лет. Средний возраст — 48 лет. На каждые 100 женщин приходилось 102,1 мужчин. На каждые 100 женщин старше 18 приходилось 102,9 мужчин.
Средний годовой доход домохозяйства составлял 40 804 доллара, а средний годовой доход семьи — 45 625 долларов. Средний доход мужчин — 29 000 долларов, в то время как у женщин — 17 813. Доход на душу населения составил 19 315 долларов. За чертой бедности находились 2,6 % семей и 5,1 % всего населения тауншипа, из которых 4,2 % младше 18 и 3,0 % старше 65 лет.